# Geo von Lengerke

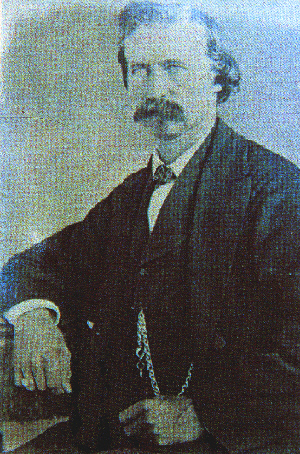
Geo von Lengerke op een foto in 1870 (43 jaar oud)

 Georg Ernst Heinrich (Geo) von Lengerke (Dohnsen, bij Halle (Holzminden), 31 augustus 1827 – Zapatoca, 4 juli 1882) was een Duits ingenieur, avonturier, grootgrondbezitter en polyglot die Latijn, Italiaans, Frans, Engels, Duits en Spaans sprak.

## Biografie
Von Lengerke werd geboren in het toenmalige Hertogdom Brunswijk (Braunschweig) als een na jongste kind uit een gezin van zeven, binnen het huwelijk van Johann Abraham von Lengerke (1775-1831) en Emilie Lutterloh (1796-1888). Zijn vader overleed negen dagen voor Geo's vierde verjaardag. Vanaf dat moment stond zijn moeder alleen in het huishouden van zeven kinderen. Geo von Lengerke bleek een erg intelligente leerling en volgde een ingenieursopleiding aan het Collegium Carolinum (tegenwoordig Technische Universiteit) in Braunschweig. In het roerige Duitsland van die tijd werd Von Lengerke beïnvloed door racistische theorieën die destijds niet ongewoon waren.
Nadat hij in zijn vaderland gezocht werd voor de dood van een andere Duitser, die hij gedood zou hebben in een sabel-duel strijdend om een vrouw, vluchtte hij op 25-jarige leeftijd naar Colombia. De route die Von Lengerke gevolgd heeft in het binnenland van het toenmalige Nieuw-Granada blijft onduidelijk, maar in 1852 vestigde hij zich in de deelstaat Santander.
Hier legde hij zich toe op de handel in de cinchonaplant, deze plant, ook wel quina genoemd, groeit in Centraal-Colombia en bevat kinine, in die tijd een populair koortsremmend geneesmiddel. Verder was hij vooral belangrijk voor de wegen- en bruggenbouw en de kolonisatie van de vallei van de rivier de Magdalena, destijds een weinig ontwikkeld gebied. Op het hoogtepunt had Von Lengerke meer dan 12.000 hectare grond in bezit. Op deze grond liet hij haciënda's bouwen, waarvan de meest bekende "Montebello" (mooie berg) en "El Florito" (het bloemetje) waren. Deze haciënda's waren gelegen in de huidige gemeente Betulia, Santander. Hij leefde hier als een feodale landheer. Don Geo, zoals hij inmiddels genoemd werd, verkocht in Bucaramanga ook voor die tijd ongekende luxeproducten als Chinees porselein, parfum, likeur, luxe dameskleding en kaviaar. Op de "bazars" van de stad verkocht hij naast deze artikelen en (lokale) specerijen zelfs piano's.
Mettertijd bleek zijn kolonisatieproject niet goed te lukken en traden conflicten op met de lokale bevolking van Bucaramanga. De afnemende productie van de cinchona en de stokkende handel zorgden voor verminderde inkomsten en de 55-jarige Duitser stierf op 4 juli 1882 om drie uur 's middags in zijn koloniale landhuis in Zapatoca, Santander. De volgende dag trok er een rouwstoet door het dorp, waar het stoffelijk overschot van Von Lengerke werd meegedragen. Dit gebeurde zonder de gebruikelijke franjes, aangezien de protestantse Von Lengerke zich nooit tot de rooms-katholieke kerk, de dominante religie in Colombia, had bekeerd.

## Rokkenjager
Als lange donkerblonde Duitser in het land vol kleine donkerharige mensen was Don Geo een opvallende verschijning. Hij speelde piano voor de lokale bevolking, een grote bijzonderheid in het binnenland van Nieuw-Granada. Ondanks zijn conflicten met de bevolking is Don Geo een volksheld in de regio en werden zijn seksuele escapades legendarisch in Santander.
GeInspireerd door Geo von Lengerke schreef de Colombiaanse schrijver Pedro Gómez Valderrama in 1977 de roman La otra raya del tigre ("De andere streep van de tijger").

## Grafsteen
Op de grafsteen van Geo von Lengerke staat de volgende tekst:
Geo von Lengerge
nacido en Dohnsen
(Braunschweig en Alemania)
el día 31 de Agosto de 1827
y muerto en Zapatoca
el día 4 de Julio de 1882
Paz a su Tumba
Vertaling:
Geo von Lengerge
geboren in Dohnsen
(Braunschweig in Duitsland)
op 31 augustus 1827
en gestorven in Zapatoca
op 4 juli 1882
Vrede in zijn graf